# Schleswig-Holstein-Sonderburg-Beck

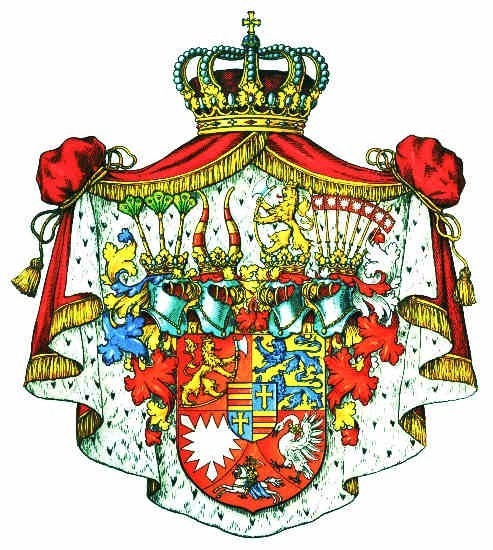
Escudo de armas de los Duques de Schleswig-Holstein-Sonderburg-Beck.

Schleswig-Holstein-Sonderburg-Beck (abreviadamente Schleswig-Holstein-Beck) era una línea de la rama Schleswig-Holstein-Sonderburg de la Casa de Oldenburgo. Consistía en el Duque Augusto Felipe de Schleswig-Holstein-Sonderburg-Beck (1612-1675) y sus descendientes por línea masculina. Schleswig-Holstein-Glücksburg, a la que pertenecen varias casas reales de la actualidad, es una rama de Schleswig-Holstein-Beck.
Los miembros de la línea eran duques titulares de Schleswig y Holstein, y originalmente no eran gobernantes. Esta línea recibe el nombre de Beck, una mansión en Ulenburg, Obispado de Minden (hoy en día Löhne, Renania del Norte Westfalia). Augusto Felipe compró esta mansión al Conde de Oldenburgo, y la hizo su residencia.
El árbol genealógico de los Duques de Schleswig-Holstein-Sonderburg-Beck (y sus años como duques):
- Augusto Felipe de Schleswig-Holstein-Sonderburg-Beck (1627-75),
  - Augusto de Schleswig-Holstein-Sonderburg-Beck (1675-89),
    - Federico Guillermo I de Schleswig-Holstein-Sonderburg-Beck (1689-1719),

  - Federico Luis de Schleswig-Holstein-Sonderburg-Beck (1719-28),
    - Federico Guillermo II de Schleswig-Holstein-Sonderburg-Beck (1728-49),
      - Federico Guillermo III de Schleswig-Holstein-Sonderburg-Beck (1749-57),

    - Carlos Luis de Schleswig-Holstein-Sonderburg-Beck (1757-74),
    - Pedro Augusto de Schleswig-Holstein-Sonderburg-Beck (1774-75),
      - Carlos Antonio Augusto de Schleswig-Holstein-Sonderburg-Beck,
        - Federico Carlos Luis de Schleswig-Holstein-Sonderburg-Beck (1775-1816),
          - Federico Guillermo de Schleswig-Holstein-Sonderburg-Glücksburg (1816-25), fundador de la línea de Schleswig-Holstein-Glücksburg en 1825.

- Datos: Q324802
- Multimedia: House of Schleswig-Holstein-Sonderburg-Beck / Q324802